# Slauharad
Slauharad (belarussisch Слаўгарад; russisch Славгород/Slawgorod; bis 1945: Propoisk) ist eine Stadt in Belarus und administratives Zentrum der Verwaltungseinheit Rajon Slauharad.

## Geografie
Sie befindet sich in der Mahiljouskaja Woblasz und liegt am Fluss Sosch. Etwas weiter südöstlich liegt Krasnapolle.

## Geschichte
Die Stadt hieß bis 1945 Propoisk. 1986 wurde die Gegend um Slauharad durch die Nuklearkatastrophe von Tschernobyl radioaktiv kontaminiert.

Caesium-137-Kontamination im Jahr 1996 in Belarus, Russland und der Ukraine in Kilobecquerel pro Quadratmeter

## Söhne des Ortes
- Joseph Malkin (1879–1969), russischer Violoncellist und Musikpädagoge
- Arthur Lourié (1891–1966), russischer Komponist
- Sachari Tschernjakow (1900–1997), sowjetischer Finnougrist, Ethnologe und Sprachwissenschaftler